# Joseph-Jean Goulet
Joseph-Jean Goulet   (Lieja, 22 de febrer de 1870 - Montreal, 8 de juliol de 1951) va ser un violinista, director d'orquestra i professor de música belga-canadenc.

## Biografia
Goulet es va graduar al Conservatori Reial de Lieja amb primers premis en solfeig, harmonia, contrapunt, violí i música de cambra. Després va estudiar teoria musical amb Sylvain Dupuis i Théodore Radoux i violí amb Ovide Musin i Désiré Heynberg.
El 1891, per invitació d'Ernest Lavigne, va arribar al Canadà com a concertino de la Sohmer Park Orchestra. També va ser director de l'"Opéra Francais" de 1893 a 1895. El 1894 va esdevenir concertino de l'Orquestra Simfònica de Mont-real sota la direcció de Guillaume Couture, el qual va succeir el 1898. Entre 1895 i 1921 també va ser director de cor de diverses esglésies de Mont-real (St-Joseph 1895-98: St-Sacrement 1898-1913; Notre-Dame, 1914-18; St-Eusèbe-de-Verceil 1918-21).
El 1900 va fundar el "Goulet String Quartet" amb Isaac Silverstone (segon violí), Otto Zimmerman (viola) i Louis Charbonneau (violoncel). També va formar el "Haydn Trio" amb Émery Lavigne i Jean-Baptiste Dubois.
Des de 1904, Goulet va ensenyar al Mont-St-Louis College, i des de 1907 va impartir cursos de solfeig públic al "Monument national", un centre cultural de Mont-real. De 1910 a 1950 va ser director d'una banda militar (Fusiliers Mont-Royal Band) i president de la "Canadian Band Association" (CBA) el 1933-34. L'any 1937 va fundar el club d'orquestra Les Disciples de Mozart.
El 1930, Bèlgica li va atorgar el títol de Cavaller de l'Orde de Leopold II i poc després va ser nomenat oficial de l'Acadèmia pel govern francès. El 1938 va rebre una condecoració militar canadenca i, el 1951, la de l'Associació de mestres de banda canadenc.
Goulet va compondre una sèrie d'obres per a banda militar, la March Wilfrid Pelletier es va estrenar sota la seva direcció el 1935.
El seu germà Jean Goulet també era conegut com a violinista i director, i el seu nebot Charles Goulet era cantant, director de cor i empresari.

## Fons Goulet

### Història de la conservació
Un primer lot del fons es va adquirir a Philippe Thomas el 1991 i un segon a Kevin Thomas el 2006.
La col·lecció conté partitures musicals escrites per Joseph-Jean Goulet i diversos compositors, inclosa una inèdita de Calixa Lavallée; prop de 600 fotografies i negatius; correspondència especialment amb relació a les seves activitats professionals; programes d'actes musicals. L'arxiu conté en particular una partitura musical de "Tantum Ergo" atribuïda a Gioacchino Rossini.